# Nemoria erina
Nemoria erina là một loài bướm đêm trong họ Geometridae.